# Otostephanos cuspidilabris
Otostephanos cuspidilabris är en hjuldjursart som beskrevs av De Koning 1947. Otostephanos cuspidilabris ingår i släktet Otostephanos och familjen Habrotrochidae. Inga underarter finns listade i Catalogue of Life.